# 한국기독교학회
한국기독교학회는 1973년에 시작된 신학회로 신학 연구와 실천을 위하여 14개의 회원학회들로 조직된 학회로 매년 1회 정기학술대회를 개회하고 학회지 한국기독교신학논총은 학술진흥재단에 등재되어있다. 한국복음주의신학회와 더불어 한국의 양대 신학회 가운데 하나이다. 현재 25대 회장은 임성빈 박사(장신대)이다.

## 25대 임원진 (2022년 1월~현재)
- 회장: 임성빈(장신대)
- 부회장: 황덕형(서울신대)
- 총무: 고원석(장신대)
- 부총무: 이용호(서울신대), 이은철(백석대), 소요한(감신대)
- 행정주간: 서재덕(호남신대)
- 편집주간: 정대경(숭실대)
- 서기: 장영주(구세군대)
- 부서기: 조성호(서울신대)
- 회계: 채승희(영남신대)
- 부회계: 박진경(감신대)
- 편집위원장: 박창훈(서울신대)
- 편집총무: 이창호(장신대), 김동혁(연세대)
- 언론주간: 옥성삼(감신대)
- 감사: 강성영(한신대), 방연상(연세대)

## 같이 보기
- 한국개혁신학회
- 한국복음주의신학회
- 한국복음주의 조직신학회
- 한국복음주의 신학회
- 한국조직신학회
- 한국복음주의선교신학회
- 한국장로교신학회
- 한국칼빈학회
- 세계칼빈학회
- 세계개혁신학회
- 개혁신학회